# Giải vô địch bóng đá nữ châu Âu 2001
Giải vô địch bóng đá nữ châu Âu do UEFA tổ chức được tiến hành từ ngày 23 tháng 6 đến ngày 7 tháng 7 năm 2001 tại Đức.
Đức thắng Thụy Điển trong trận chung kết được tổ chức tại thành phố Ulm với tỉ số 1–0 theo luật bàn thắng vàng.

## Vòng bảng

### Bảng A
| Đội       | Tr | T | H | B | BT | BB | HS  | Đ |
| --------- | -- | - | - | - | -- | -- | --- | - |
| Đức       | 3  | 3 | 0 | 0 | 11 | 1  | +10 | 9 |
| Thụy Điển | 3  | 2 | 0 | 1 | 6  | 3  | +3  | 6 |
| Nga       | 3  | 0 | 1 | 2 | 1  | 7  | −6  | 1 |
| Anh       | 3  | 0 | 1 | 2 | 1  | 8  | −7  | 1 |

| Đức                           | 3–1      | Thụy Điển     |
| ----------------------------- | -------- | ------------- |
| Müller 42', 65' · Meinert 78' | Chi tiết | Ljungberg 14' |

| Nga              | 1–1      | Anh       |
| ---------------- | -------- | --------- |
| Svetlitskaya 62' | Chi tiết | Banks 45' |

| Đức                                                      | 5–0      | Nga |
| -------------------------------------------------------- | -------- | --- |
| Wiegmann 43' · Prinz 50' · Meinert 69' · Smisek 73', 90' | Chi tiết |     |

| Thụy Điển                                                   | 4–0      | Anh |
| ----------------------------------------------------------- | -------- | --- |
| Törnqvist 3' · Bengtsson 26' · Ljungberg 75' · Eriksson 80' | Chi tiết |     |

| Anh | 0–3      | Đức                                       |
| --- | -------- | ----------------------------------------- |
|     | Chi tiết | Wimbersky 57' · Wiegmann 65' · Lingor 68' |

| Thụy Điển      | 1–0      | Nga |
| -------------- | -------- | --- |
| Fagerström 76' | Chi tiết |     |

### Bảng B
| Đội      | Tr | T | H | B | BT | BB | HS | Đ |
| -------- | -- | - | - | - | -- | -- | -- | - |
| Đan Mạch | 3  | 2 | 0 | 1 | 6  | 5  | +1 | 6 |
| Na Uy    | 3  | 1 | 1 | 1 | 4  | 2  | +2 | 4 |
| Ý        | 3  | 1 | 1 | 1 | 3  | 4  | −1 | 4 |
| Pháp     | 3  | 1 | 0 | 2 | 5  | 7  | −2 | 3 |

| Ý               | 2–1      | Đan Mạch |
| --------------- | -------- | -------- |
| Panico 12', 72' | Chi tiết | Bukh 75' |

| Na Uy                                          | 3–0      | Pháp |
| ---------------------------------------------- | -------- | ---- |
| Knudsen 14' · Sykora 18' (l.n.) · Mellgren 40' | Chi tiết |      |

| Pháp                                | 3–4      | Đan Mạch                                           |
| ----------------------------------- | -------- | -------------------------------------------------- |
| Pichon 21' · Béghé 27' · Blouet 83' | Chi tiết | Krogh 15' (ph.đ.), 90' · Bonde 19' · Andersson 71' |

| Na Uy        | 1–1      | Ý           |
| ------------ | -------- | ----------- |
| Mellgren 16' | Chi tiết | Guarino 14' |

| Đan Mạch     | 1–0      | Na Uy |
| ------------ | -------- | ----- |
| Pedersen 85' | Chi tiết |       |

| Pháp                              | 2–0      | Ý |
| --------------------------------- | -------- | - |
| Pichon 37' · Jézéquel 74' (ph.đ.) | Chi tiết |   |

## Vòng đấu loại trực tiếp
|  | Bán kết         | Bán kết   |   |  | Chung kết       | Chung kết |  |
|  |                 |           |   |  |                 |           |  |
|  | 4 tháng 7 – Ulm |           |   |  |                 |           |  |
|  | Đức             | 1         |   |  |                 |           |  |
|  | Na Uy           | 0         |   |  |                 |           |  |
|  |                 |           |   |  |                 |           |  |
|  |                 |           |   |  | 7 tháng 7 – Ulm |           |  |
|  |                 |           |   |  | Đức             | 1         |  |
|  |                 | Thụy Điển | 0 |  |                 |           |  |
|  |                 |           |   |  |                 |           |  |
|  |                 |           |   |  |                 |           |  |
|  |                 |           |   |  |                 |           |  |
|  | 4 tháng 7 – Ulm |           |   |  |                 |           |  |
|  | Đan Mạch        | 0         |   |  |                 |           |  |
|  | Thụy Điển       | 1         |   |  |                 |           |  |

### Bán kết
| Đức        | 1–0      | Na Uy |
| ---------- | -------- | ----- |
| Smisek 57' | Chi tiết |       |

| Đan Mạch | 0–1      | Thụy Điển   |
| -------- | -------- | ----------- |
|          | Chi tiết | Nordlund 9' |

### Chung kết
| Đức        | 1–0 (s.h.p.) | Thụy Điển |
| ---------- | ------------ | --------- |
| Müller 98' | Chi tiết     |           |

## Cầu thủ ghi bàn
3 bàn
- Claudia Müller
- Sandra Smisek

2 bàn
- Gitte Krogh
- Maren Meinert
- Bettina Wiegmann
- Dagny Mellgren
- Marinette Pichon
- Hanna Ljungberg
- Patrizia Panico

1 bàn
- Angela Banks
- Julie Hauge Andersson
- Christina Bonde
- Julie Rydahl Bukh
- Merete Pedersen
- Renate Lingor
- Birgit Prinz
- Petra Wimbersky
- Monica Knudsen
- Alexandra Svetlitskaya
- Stéphanie Mugneret-Béghé
- Gaelle Blouet
- Francoise Jézéquel
- Kristin Bengtsson
- Sofia Eriksson
- Linda Fagerström
- Tina Nordlund
- Jane Törnqvist
- Rita Guarino

Phản lưới nhà
- Emmanuelle Sykora (trận gặp Na Uy)